# Henri Dewaele
Henri Ernest Dewaele (Izegem, 18 augustus 1872 – aldaar, 24 maart 1942) was een Belgisch senator.

## Levensloop
Dewaele was de oudste in een gezin van elf kinderen. Hij werd wever, zoals zijn vader. In 1906 was hij mede-oprichter van de socialistische vakbond van borstelmakers in Izegem. Hij werd bode van deze bond en secretaris voor de propaganda. Door zijn syndicale inzet werd hij in 1908 ontslagen en kwam hij op de 'zwarte lijst' terecht van diegenen die niet meer aan werk geraakten. 
Hij vertrok in november 1908 naar Lens in Frankrijk en werd er twee jaar lang mijnwerker. In Noord-Frankrijk zette hij zijn syndicaal engagement verder en kwam hij in contact met verschillende socialistische syndicalisten. In 1910 was hij weer in Izegem en vond weer werk bij zijn vroegere baas. Hij richtte onder impuls van de Joseph Coole, de secretaris van de Kortrijkse Federatie van Vakbonden, het borstelmakerssyndicaat weer op en blies de socialistische beweging in Izegem nieuw leven in. Hij stichtte ook de socialistische ziekenbond Vrijheid en Broederschap en werd er comitélid. 
Eind 1911 werd hij opnieuw ontslagen en werd voltijds vakbondspropagandist. In 1912 werd hij verkozen tot lid van de werkrechtersraad van Izegem en vanaf 1913 stond hij tevens in voor het beheer van de krant De Volksplicht, het orgaan van de BWP-federatie van het arrondissement Roeselare-Tielt. Gedurende de Eerste Wereldoorlog was hij socialistisch lid van het lokale Hulp- en Voedingscomité van de gemeente. Onder zijn impuls werd werk gemaakt van soepbedelingen. Ook probeerde hij in dit comité de oprichting van een beroepsschool voor borstelmakers te verkrijgen, maar dit werd verworpen. Daarnaast was hij lid van het paritair comité van de borstelindustrie. 
Tijdens het interbellum werd hij de spilfiguur binnen de socialistische beweging in Izegem. Vanaf einde 1918 werkte hij aan het oprichten van een socialistische afdeling in Izegem. In 1920 werd een Federatie van vakbonden voor Izegem en omliggende opgericht, met Dewaele als een van de twee vaste secretarissen. Samen met Joseph Coole en Alfons Segier voerde hij eveneens een onderzoek naar de sociale omstandigheden in het arrondissement Roeselare-Tielt, de bevindingen ervan werden door Coole gepubliceerd in een brochure getiteld Achter het Gordijn. In januari 1929 werd Dewaele voorzitter van de Socialistische Huurdersbond die was opgericht om de leden te beschermen tegen de verlenging van de huurwet van 1929, die forse verhogingen van de huren tot gevolg zou hebben. Hij was ook beheerder van de socialistische coöperatieve van Izegem. In mei 1930   werd hij secretaris van de pas opgerichte Izegemse afdeling van de Socialistische Arbeiders Radio-Omroep voor Vlaanderen, een functie die hij tot in september 1938 bekleedde.
In 1921 voerde Dewaele de socialistische lijst aan voor de gemeenteraadsverkiezingen in Izegem en werd hij verkozen, samen met een tweede kandidaat. Hij bleef het mandaat van gemeenteraadslid uitoefenen tot aan zijn overlijden in 1942 en was in Izegem betrokken bij de oprichting van verschillende culturele en sportieve organisaties, zoals een socialistisch muziekkorps, een turnkring, een theaterkring, een bibliotheek en een vrouwenvereniging. Vanaf oktober 1923 zetelde Dewaele tevens in de raad van bestuur van de vrije muziekschool in Izegem. 
In 1921 was hij ook kandidaat bij de wetgevende verkiezingen, maar werd niet verkozen. In 1925 werd Dewaele wel verkozen en werd hij rechtstreeks gekozen senator voor het arrondissement Roeselare-Tielt, een mandaat dat hij vervulde tot in 1939. In de Senaat was hij lid van de commissie Landsverdediging en diende hij een wetsvoorstel in verband met vroegtijdige ziekte en invaliditeit. Voorts kwam hij tussenbeide in debatten over pensioenen, werkloosheid, het pachtrecht in de landbouw en de militiewet. 